# 赫雷布利亞 (切爾尼希夫區)
51°30′19″N 31°47′44″E / 51.50528°N 31.79556°E
赫雷布利亞（烏克蘭語：Гребля），是烏克蘭北部切爾尼希夫州切爾尼希夫區贝雷兹纳市镇的村庄。始建於1861年，面積0.32平方公里，海拔高度114米，2001年人口119，人口密度每平方公里371.88人。